# Venezuelatandvaktel
Venezuelatandvaktel (Odontophorus columbianus) är en fågel i familjen tofsvaktlar inom ordningen hönsfåglar.

## Utseende och läten
Venezuelatandvakteln är en 25–30 cm lång vaktelliknande fågel. Fjäderdräkten är övervägande rödbrun med ljusa streck på övre vingtäckarna. Strupen och hakan är vit med svarta streck. Stora vita droppformade fläckar syns på bröst, buk och flanker. Näbben är svart, benen mörkgrå och ögonen mörkbruna. Honan saknar ljusa streck på vingen och mycket mer begränsat med vita fläckar på brunare undersida. Revirlätet utförs i duett vanligen i gryning, ett snabbt upprepande läte som pågår i upp till tio sekunder.

## Utbredning och status
Fågeln förekommer från sydvästra Táchira och kustnära Kordiljärerna i västra Venezuela, och österut till delstaten Miranda. Den behandlas som monotypisk, det vill säga att den inte delas in i några underarter.

## Status och hot
Venezuelatandvakteln har en litet utbredningsområde. Den tros också minska i antal till följd av habitatförlust. Internationella naturvårdsunionen IUCN kategoriserar den som nära hotad.